# IC 4963
IC 4963 ist eine Balken-Spiralgalaxie vom Hubble-Typ SBa im Sternbild Teleskop am Südsternhimmel. Sie ist schätzungsweise 199 Millionen Lichtjahre von der Milchstraße entfernt.
Das Objekt wurde am 3. Oktober 1901 von DeLisle Stewart entdeckt.